# جون دبليو. بويل
جون دبليو. بويل (بالإنجليزية: John W. Boyle)‏ هو مصور سينمائي أمريكي، ولد في 1 سبتمبر 1891 في ممفيس في الولايات المتحدة، وتوفي في 28 سبتمبر 1959 في هوليوود في الولايات المتحدة.

## وصلات خارجية
- جون دبليو. بويل على موقع IMDb (الإنجليزية)
- جون دبليو. بويل على موقع ألو سيني (الفرنسية)
- جون دبليو. بويل على موقع أول موفي (الإنجليزية)
- جون دبليو. بويل على موقع قاعدة بيانات الأفلام السويدية (السويدية)
- جون دبليو. بويل على موقع قاعدة بيانات الفيلم (الإنجليزية)
- جون دبليو. بويل على موقع كينوبويسك (الروسية)